# Sydney Swans
Sydney Swans är en professionell australisk fotbollsklubb från Sydney, Nya Sydwales. Klubben tävlar i Australian Football League.

## Klubblåt
| Engelsk originaltext | Svensk översättning |
| --- | ------------------- |
| Cheer, cheer the red and the white, Honour the name by day and by night, Lift that noble banner high, Shake down the thunder from the sky Whether the odds be great or small, Swans will go in and win over all While our loyal Swans are marching Onwards to victory! |                     |

2022 ändrade Sydney Swans den näst sista av sin klubblåt från "While her loyal sons are marching" till "While our loyal Swans are marching".